# 希爾施巴赫河 (莫斯巴赫河支流)
49°57′37.28″N 9°14′28.42″E / 49.9603556°N 9.2412278°E

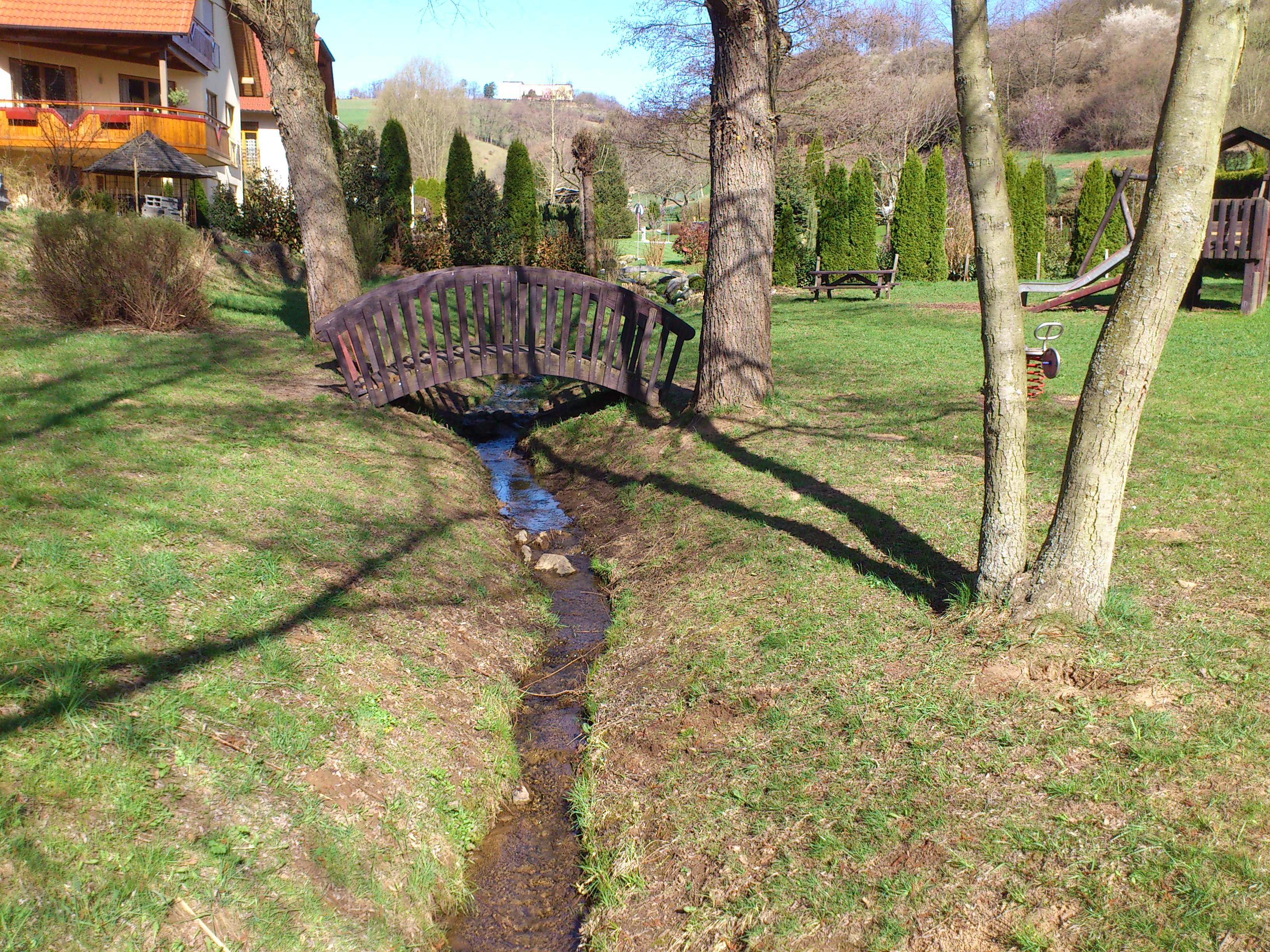

希爾施巴赫河（德語：Hirschbach），是德國的河流，位於該國東南部，由巴伐利亞負責管轄，屬於莫斯巴赫河的左支流，河道全長1.6公里，流域面積0.8平方公里。